# 三菱・4G9型エンジン
三菱・4G9型エンジン（みつびし・4G9けい-）は1991年から2009年まで三菱自動車工業、および中国の長安汽車の関連会社であるハルビン東安汽車発動機によって製造されていた1.5L-2.0Lの直列4気筒ガソリンエンジン。バルブ機構はSOHCまたはDOHCを採用している。

## 概要

### 共通項目
- 構造：4ストローク、直列型
- 気筒数：4
- 冷却：水冷
- 燃焼室：ペントルーフ形
- バルブ数：1気筒あたり4バルブ（吸気側2バルブ、排気側2バルブ）

## 4G91 (シングルキャブレター)
- 製造期間：1991年 - 1993年
- 排気量：1.5 L
- 弁機構：DOHC
  - 初搭載車種：ミラージュ／ランサー（共に4代目）

## 4G91
- 製造期間：1991年 - 1995年
- 排気量：1.5 L
- 弁機構：DOHC
  - 初搭載車種：ミラージュ／ランサー（共に4代目）

## 4G92
- 製造期間：1991年 - 1992年
- 排気量：1.6 L
- 弁機構：DOHC
  - 初搭載車種：ミラージュ／ランサー（共に4代目）

## 4G92 (SOHC)
- 製造期間：1992年 - 2000年
- 排気量：1.6 L
- 弁機構：SOHC
  - 初搭載車種：リベロワゴン

## 4G92 (MIVEC)
- 製造期間：1992年 - 2000年
- 排気量：1.6 L
- 弁機構：DOHC
  - 初搭載車種：ミラージュ／ランサー（共に4代目）

## 4G92 (MIVEC-MD)
- 製造期間：1992年 - 2000年
- 排気量：1.6 L
- 弁機構：DOHC
  - 初搭載車種：ミラージュセダン／ランサー（共に4代目）

## 4G92 (LPG)
- 製造期間：1992年 - 2000年
- 排気量：1.6 L
- 弁機構：SOHC
  - 初搭載車種：ランサー教習車（4代目）

## 4G93
- 製造期間：1992年 - 2007年
- 排気量：1.8 L
- 弁機構：SOHC
  - 初搭載車種：RVR（初代）

## 4G93 (DOHCターボ)

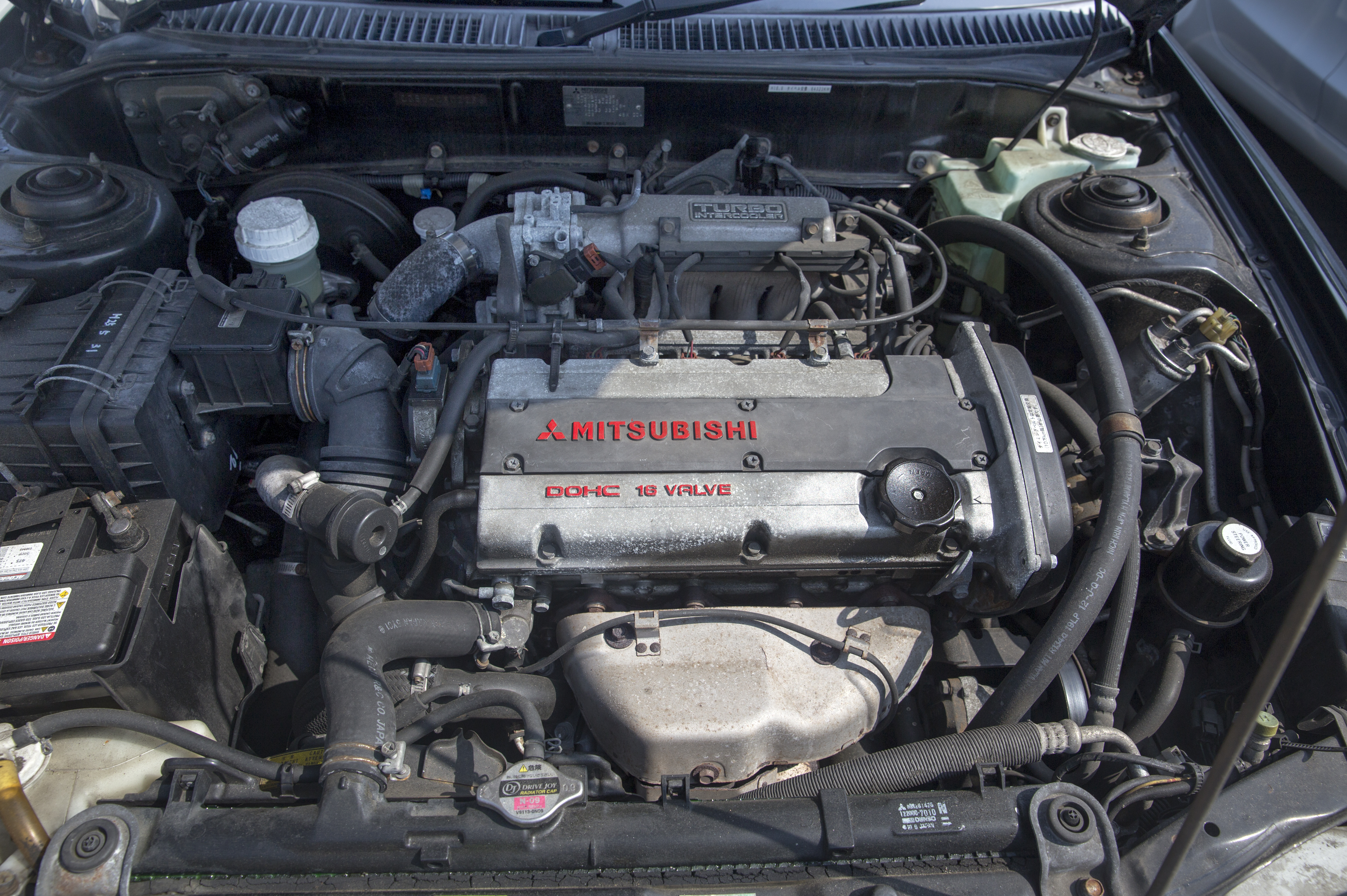
4G93 DOHCターボエンジン

- 製造期間：1991年 - 2000年
- 排気量：1.8 L
- 弁機構：DOHC
  - 初搭載車種：ランサー（4代目）

## 4G93 (GDI)

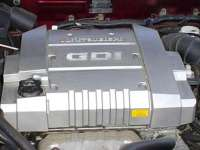
4G93 GDIエンジン

- 製造期間：1996年 - 2007年
- 排気量：1.8 L
- 弁機構：DOHC
  - 初搭載車種：ギャラン（8代目）／レグナム

## 4G93 (GDIターボ)
- 製造期間：2000年 - 2007年
- 排気量：1.8 L
- 弁機構：DOHC
  - 初搭載車種：パジェロイオ

## 4G93 (LPG)
- 製造期間：2000年 - 2009年
- 排気量：1.8 L
- 弁機構：SOHC
  - 初搭載車種：ランサー教習車（6代目）

## 4G94
- 製造期間：2005年 - 2007年
- 排気量：2.0 L
- 弁機構：SOHC
  - 初搭載車種：ランサーセダン（6代目）

## 4G94 (GDI)
- 製造期間：2000年 - 2007年
- 排気量：2.0 L
- 弁機構：DOHC
  - 初搭載車種：パジェロイオ

## 注
1. ↑  日本国内での場合